# Тикканен, Хенрик
Георг Хенрик Тикканен (фин. Henrik Tikkanen; 9 сентября 1924, Гельсингфорс, Великое княжество Финляндское, Российская империя — 19 мая 1984, Эспоо, Финляндия) — финский писатель
, журналист, художник-иллюстратор, карикатурист и график. рисовальщик. Один из видных финских художников XX века.
Писал на шведском языке.

## Биография
После окончания школы в 1943 году, пошёл добровольцем в финскую армию. Участвовал в Советско-финской войне (1941—1944).
Драматические переживания на фронте изменили взгляды Тикканена — он стал врагом армии и пацифистом, иронизировал над специфическим финским патриотизмом, склонялся к анархистским течениям.
В 1945—1947 годах изучал искусство в Хельсинкском университете. В течение двадцати лет работал журналистом, литературным обозревателем и иллюстратором. Сотрудничал с радио и телевидением, писал сценарии для радиоспектаклей и программ. Прославился в Финляндии и во всём мире своими сатирическими рисунками и прежде всего чрезвычайно точными афоризмами, которые в книге «Элементарные заветы» были изданы на многих языках уже после смерти их автора. Однако наибольшую известность он получил как писатель — свой дебютный роман «Мистер Гого в Европе» опубликовал ещё будучи студентом. В 1961 году опубликовал автобиографический роман о своей фронтовой жизни и возвращении домой с проигранной войны. В последующих романах писателя доминировали несколько тем, прежде всего место его самого и его семьи на фоне современной ему финской истории, трагические судьбы людей, причастных к искусству. Описал алкоголизм отца, самоубийство одного из братьев. В серии романов изображал сегодняшний день, людей, с которыми встречался, критиковал мир высокой политики, бизнеса и милитаризма — Brandövägen 8 Brandö Tel. 35 (1975), Mariegatan 26 (1977), Bävervägen 11 (1978), Georgsgatan (1980), в 1977 году опубликовал «Тридцатилетнюю войну».
Был женат на Мярте Тикканен, финской писательнице, которая, вырастив четверых детей, в начале 1970-х годов стала участницей феминистского движения.
Умер от лейкемии 19 мая 1984 года.

## Избранная библиография
- Brändövägen 8 Brändö
- Bävervägen 11 Hertonäs (1976)
- Mariegatan 26 Kronohagen (1977)
- 30-åriga kriget (1977)
- Efter hjältedöden (1979)
- Georgsgatan (1980)
- Henriksgatan (1982)
- Min älskade skärgård (1984)

## Награды
- В 1975 году был награждён литературной премией Эйно Лейно.